# Marian Leczyk
Marian Leczyk (ur. 27 marca 1926 w Poznaniu, zm. w sierpniu 2023) – polski historyk, pułkownik, profesor nauk humanistycznych.

## Życiorys
W latach 1953-1955 studiował historię na Uniwersytecie Poznańskim, w latach 1955-1957 na Uniwersytecie Warszawskim. W latach 1958–1990 pracownik Wojskowej Akademii Politycznej im. Feliksa Dzierżyńskiego w Warszawie: asystent, adiunkt (1955-1968), docent (1968-1979), profesor (od 1979). Pracę doktorską obronił w 1963, habilitował się w 1973, profesorem nadzwyczajnym został w 1979, profesorem zwyczajnym w 1985. Kierownik Katedry Historii Polski w Wojskowej Akademii Politycznej w okresie 1970-1981, dziekan Wydziału Nauk Politycznych 1981-1989. Kierownik Zakładu Historii Stosunków Polsko-Radzieckich w Instytucie Krajów Socjalistycznych Polskiej Akademii Nauk (1974-1981). Członek komitetów redakcyjnych Wojskowego Przeglądu Historycznego (od 1983 r.), Z Pola Walki (1983-1989), Dzieje Najnowsze, członek Komitetu Nauk Historycznych PAN (członek Prezydium Komitetu od 1984 r.), członek Komisji Polsko-Radzieckiej ds. Współpracy w Dziedzinie Nauk Społecznych PAN i Akademii Nauk ZSRR, członek Międzyresortowej Komisji Oceny Badań Podstawowych w Dziedzinie Nauk Humanistycznych (członek Prezydium Komisji od 1984 r.), wiceprzewodniczący Rady Archiwalnej (od 1982 r.). Był także członkiem Komitetu Redakcyjnego redagowanego przez 10 lat polskiego wydania 12-tomowej radzieckiej "Historii II wojny światowej 1939-1945".
Członek Związku Walki Młodych w latach 1945-1946, członek PPR od 1946, PZPR od 1948.
W marcu 1989 zakończył zawodową służbę wojskową i przeszedł w stan spoczynku.
Po rozwiązaniu Wojskowej Akademii Politycznej w 1990 roku wykładowca Uniwersytetu w Białymstoku. Przewodniczący komitetu redakcyjnego pisma "Białostockie Teki Historyczne", redaktor naczelny pisma "Zeszyty Naukowe" Wyższej Szkoły Gospodarki Krajowej w Kutnie (od 2001 roku). Autor około 200 prac naukowych.

## Nagrody i odznaczenia
- nagroda resortowa MON II stopnia 1970 (zespołowa)
- Nagroda "Trybuny Ludu" I stopnia (1985)[3]
- Krzyż Kawalerski Orderu Odrodzenia Polki
- Złoty Krzyż Zasługi
- Srebrny Krzyż Zasługi
- Brązowy Krzyż Zasługi
- Medal 30-lecia Polski Ludowej
- Medal 40-lecia Polski Ludowej
- Złoty Medal „Za Zasługi dla Obronności Kraju”
- Medal Komisji Edukacji Narodowej
- Tytuł honorowy Zasłużony Nauczyciel PRL

## Wybrane publikacje
- (współautor: Michał Pirko), Teksty źródłowe do historii powszechnej 1870-1914, cz. 1, Warszawa: Wojskowa Akademia Polityczna im. F. Dzierżyńskiego 1959.
- Wypisy źródłowe do historii powszechnej średniowiecznej, cz. 1-2, wybrał i objaśn. Józef Skrzype, przy współpracy Mariana Leczyka, Warszawa: Wojskowa Akademia Polityczna im. F. Dzierżyńskiego 1960-1961.
- (współautor: Michał Pirko), Wybór materiałów źródłowych do historii międzynarodowego ruchu robotniczego 1848-1871, Warszawa: Wojskowa Akademia Polityczna im. F. Dzierżyńskiego 1961.
- (współautor: Michał Pirko), Wybór materiałów źródłowych do historii międzynarodowego ruchu robotniczego 1871-1919, Warszawa: Wojskowa Akademia Polityczna im. F. Dzierżyńskiego 1962.
- Siły zbrojne Komuny Paryskiej i rola Polaków w ich organizacji i walce, Warszawa 1964.
- Études polonaises d'histoire militaire: présentées à l'occasion du XIIe Congrés International des sciences historiques, réd. Stanisław Herbst, Tadeusz Jędruszczak, Marian Leczyk, trad. par Roger Posnic, Varsovie: Académie Militaire-Politique 1965.
- Komitet Narodowy Polski a Ententa i Stany Zjednoczone 1917-1919, Warszawa: Państwowe Wydawnictwo Naukowe 1966.
- 50 rocznica odzyskania niepodległości, red. nauk. Marian Leczyk, Warszawa: Wojskowa Akademia Polityczna 1969.
- (współautor: Michał Pirko), Historia stosunków międzynarodowych 1919-1939, cz. 1-2, Warszawa: Wojskowa Akademia Polityczna im. F. Dzierżyńskiego 1969.
- (współautorzy: Michał Pirko, Edward Barszcz), Wybór materiałów źródłowych do historii międzynarodowego ruchu robotniczego 1918-1943, cz. 1-3, Warszawa 1969.
- (współautor: Michał Pirko), Materiały źródłowe do historii międzynarodowego ruchu robotniczego po II wojnie światowej: narady i uchwały konferencji partii komunistycznych i robotniczych 1947-1967, Warszawa: Wojskowa Akademia Polityczna im. F. Dzierżyńskiego 1969.
- (współautor: Michał Pirko), Historia stosunków międzynarodowych 1919-1939, cz. 3, Warszawa: Wojskowa Akademia Polityczna im. F. Dzierżyńskiego 1970.
- Zarys historii III Międzynarodówki 1919-1943, wyd. 2, Warszawa: Wojskowa Akademia Polityczna im. F. Dzierżyńskiego. Katedra Historii Powszechnej 1971.
- (współautor: Michał Pirko), Historia międzynarodowego ruchu robotniczego, cz. 1, Warszawa: Wojskowa Akademia Polityczna im. F. Dzierżyńskiego 1972 (wyd. 2 - 1972).
- (współautorzy: Ludwik Bazylow, Michał Pirko), Historia międzynarodowego ruchu robotniczego, cz. 2, Warszawa : Wojskowa Akademia Polityczna im. F. Dzierżyńskiego 1972 (wyd. 2 - 1972, wyd. 3 - 1975).
- Polityka II Rzeczypospolitej wobec ZSRR w latach 1925-1934: studium z historii dyplomacji, Warszawa: PWN 1976.
- Kształt społeczno-polityczny II Rzeczypospolitej (1918-1923), Warszawa: Wydaw. Ministerstwa Obrony Narodowej 1979.
- (współautorzy: Ludwik Bazylow, Michał Pirko), Historia międzynarodowego ruchu robotniczego, Warszawa: Wydaw. Min. Obrony Narodowej 1980.
- Stosunki handlowe między Polską i ZSRR w latach 1921-1939, Warszawa: Wojskowa Akademia Polityczna im. F. Dzierżyńskiego 1982.
- Historia żywa, Warszawa: Wydaw. Min. Obrony Narodowej 1983.
- Z najnowszej historii Polski : 1918-1976, z. 1-4, praca wykonana pod red. Mariana Leczyka, Warszawa: Wydaw. Min. Obrony Narodowej 1983.
- Oblicze społeczno-polityczne Drugiej Rzeczypospolitej 1918-1939, Warszawa: Wojskowa Akademia Polityczna im. F. Dzierżyńskiego 1984.
- (współautor: Michał Pirko), Historia stosunków międzynarodowych, cz. 2: 1919-1939, Warszawa: WAP 1985.
- Piłsudski i sanacja w oczach przeciwników: sądy i świadectwa współczesnych: wybór z pamiętników i publicystyki, wstęp i wybór tekstów Marian Leczyk, Warszawa: Krajowa Agencja Wydawnicza 1987.
- Sprawa brzeska: dokumenty i materiały, oprac., wstępem i przypisami opatrzył Marian Leczyk, Warszawa: "Książka i Wiedza" 1987.
- Oblicze społeczno-polityczne Drugiej Rzeczypospolitej, Warszawa: "Książka i Wiedza" 1988.
- La Science historique polonaise dans l'historiographie mondiale, réd. par Marian Leczyk, Wrocław: Zakład Narodowy im. Ossolińskich 1990.
- Polska i sąsiedzi: stosunki wojskowe 1921-1939, Białystok: Wydaw. Filii Uniwersytetu Warszawskiego 1997.
- Szkice historyczne, Kutno: Wyższa Szkoła Gospodarki Krajowej 2000.
- Druga Rzeczpospolita 1918-1939: społeczeństwo, gospodarka, kultura, polityka, Warszawa: Wydawnictwo "Książka i Wiedza" 2006.
- Europa Środkowo-Wschodnia w procesie integracji, red. nauk. Zbigniew Białobłocki, Marian Leczyk, Kutno: Wyższa Szkoła Gospodarki Krajowej 2008.
- Z kart wielkopolskiego albumu, Toruń: Wydawnictwo Adam Marszałek 2009 (wyd. przejrz. i poszerz. 2013).
- Wędrówki humanistów, Toruń: Wydawnictwo Adam Marszałek 2010.